# ナグパ
ナグパ(Nagpa)は、テーブルトークRPG『ダンジョンズ&ドラゴンズ』（D&D）に登場する架空のモンスターである。

## 掲載の経緯
ナグパは『ダンジョンズ＆ドラゴンズ　エキスパートセット』(1981、83)の冒険シナリオ集、『Master of the Desert Nomads』（1983、邦題『未知なる恐怖への挑戦』）にて初めて登場した。その後、サプリメント『Creature Catalog』(1989、邦題『モンスターマニュアル』)、『DMR2 Creature Catalog』(1993、未訳)に登場し、『Top Ballista』(1989、未訳)ではプレイヤー用種族として設定されている。
AD&D第2版ではミスタラ世界のモンスターを集めた『Mystara Monstrous Compendium Appendix』(1994、未訳)に登場した
D&D第3版および3.5版には登場していないが、『ドラゴン』339号(2006年1月)にモンスター作成例の1つとしてナグパが寄稿されている。
D&D第4版では『モンスターマニュアルⅢ』(2010)に以下の個体が登場している。
- ナグパの腐食者／Nagpa Corruptor
- ナグパの腐肉王／Nagpa Carrion Lord

D&D第5版では、モンスター集、『Mordenkainen's Tome of Foes』(2018、邦題『モルデンカイネンの敵対者大全』)に登場している。

## 肉体的な特徴
ナグパの身長は5フィート～6フィート(約152cm～182cm)ほどある。
ナグパは皺だらけになった褐色の肌で、老人のようにしぼんだ身体とハゲタカのような頭部を持つヒト型種族である。彼らの身体からは鳥の糞やカビ、ホコリ、そして錬金術に用いた薬品の臭いが染みついている。
ナグパが醜い容姿になったのは過去に呪いを受けたからとされる。第4版『モンスターマニュアルⅢ』では、神々とプライモーディアル(D&D第4版の世界で、世界の礎を築いた古代神霊)が世界創成の戦いをしている中、プライモーディアルがデヴィルの狡智とニンフの容姿を持った賢い従僕として創造したのがナグパとしている。だが、戦いが神々の勝利に傾くとナグパはプライモーディアルを裏切り神々の側についたので、激怒したプライモーディアルの呪いによってナグパは醜い現在の容姿に姿を変えさせられた。
ナグパは殺されても転生を繰り返すので、呪いから逃れられず苦しみはいつまでも続く。ナグパ自身は醜い容姿を大変憎んでいる。
第5版ではエルフの女王として登場しているレイヴン・クイーンによって呪いを受けた13人の魔導師からなる陰謀団の成れの果てとしている。レイヴン・クイーンはエルフとドラウの神々による争いを止めるべく神性を得ようとしたが、陰謀団の横槍によって儀式が邪魔され、支持者もろともシャドウフェルに引きずり込まれてしまった。死した女王は残された記憶から分身たるレイヴン・クイーンとなり、支持者たちはシャダーカイになった。そして女王の呪いによって陰謀団の魔術師は醜いナグパに変貌してしまった。

## 能力
ナグパは高い知性を持った魔術師と設定されている。

また、ナグパの耳は周囲100マイルの会話を聞き取ることができ、話者を追跡することもできる。

## 社会
ナグパは呪いの影響で富や人間的欲求に対する耐え難き渇望と、決してそれが満たされることがない苦しみに支配されている。彼らは食べることも寝ることも笑うことも、その他人間らしい楽しみを味わうことができない。第4版『モンスターマニュアルⅢ』に登場する“ナグパの腐肉王”という個体は、贅沢なご馳走をいくら食べても不味くしか感ぜず、醜く肥えている。
第5版でのナグパはレイヴン・クイーンによって新しい知識や魔法を学ぶことを禁じられている。唯一、滅びた文明の遺跡からなら学習することができるので、彼らは文明を破壊することに執着する。彼らは他者、とりわけ悪の属性を持つ者を隷属させる魔法を用い、彼らを操って影から陰謀を企てる。
ナグパは砂漠や遺跡などに豪華な棲み家を作り、手下の盗賊や怪物を使って美術品や財宝、書物などを集めて豪華な生活をしようとする。ナグパの収集品への執着はすさまじく、戦闘中であろうとも収集品が破損しようものなら大いに狼狽する。
欲望に忠実な彼らの属性は“混沌にして中立”だが、第4版では“悪”である。第5版では“中立にして悪”となった。
また、ナグパは“カリワ”(kariwa)と呼ばれる瞑想をして過去の記憶を思い出す儀式を定期的に行わなくてはならない。カリワの儀式を怠ると徐々に情緒不安定になり、やがて閉所恐怖症、暗闇への恐怖、パラノイアなどの狂気に冒される。

## D&D世界でのナグパ

### ミスタラでのナグパ
『ドラゴン』157号(1990年5月)に掲載された、ミスタラ世界のデザイナーの1人ブルース・ハワードによる連作コラム『The Voyage of the Princess Ark』において、ダヴァニア大陸の“禿鷹半島”(Vulcanian Peninsula)を故郷とするナグパの一族が記載されている。

## コンピュータゲームでのナグパ
D&Dを元にしたアーケードゲーム、『ダンジョンズ&ドラゴンズ シャドーオーバーミスタラ』に邪悪な魔術師シンの側近的な存在としてナグパが登場する。このナグパは最終ステージの前ステージでブラックドラゴンやマンティコアを引き連れて戦いを挑んでくる。
また、D&D以外でも、スターフィッシュが発売した『ウィザードリィ エンパイア』シリーズや後継作といえる『エルミナージュ』シリーズでも敵モンスターとしてナグパが登場する。